# Chefchaouen
Cet article concerne la ville au Maroc. Pour l'épave à Marseille, voir Chaouen (épave).
 (janvier 2016).
Chefchaouen ou Chaouen (en arabe : شفشاون, /ʃəfˈʃɑˑwən/ ; berbère : ⴰⵛⵛⴰⵡⴻⵏ, /ɑʃʃɑwən/) est une ville du nord-ouest du Maroc, bâtie à 600 m d'altitude au pied des monts Kelaa et Meggou, entre Tétouan et Ouazzane, sur la chaîne du Rif. Elle est le chef-lieu de la province homonyme. Sa population intra-muros est de 42 786 habitants.
Elle est mondialement célèbre pour les façades de ses bâtiments teintes de bleu et de blanc, pour lesquels elle est surnommée la « Ville bleue ». La ville a été fondée en 1471 par le chérif Moulay Ali ibn Rachid al-Alami, un lointain descendant du prophète Mahomet. La ville se composait alors d'une petite forteresse, qui constitue aujourd'hui la Kasbah de Chefchaouen. Elle a été érigée pour aider à défendre la région contre d'éventuelles attaques étrangères, essentiellement celles des Portugais qui lançaient alors des attaques contre le nord du Maroc.
Le nom de la ville provient du berbère achawen, signifiant « les cornes », en raison des sommets montagneux qui la dominent et l'entourent.

## Histoire
Initialement instiguée en 1415, Chefchaouen est fondée en 1471 puis achevée en 1480 par le chérif Ali ibn Rachid al-Alami, de retour d'un séjour guerrier dans le royaume de Grenade. La ville accueille par la suite une population composée principalement d'Andalous et de Megorachim puis de Morisques et demeure interdite aux Chrétiens sous peine de mort. Seul l'explorateur Charles de Foucauld brava l'interdit en 1883.
Entre 1471 et 1561, la ville est gouvernée par la dynastie des Banou Rachid, descendants de son fondateur, nominalement vassaux des sultans wattassides الوطاسيين , et sera réunifiée au Maroc par les Saadiens السعديين.
La Grande Mosquée de Chefchaouen, El-Masjid El-Aadam, fut construite en 969 de l’hégire, 1471 de l'ère chrétienne, par le fondateur de la ville Ali ibn Rachid Alami. Cette mosquée fut chargée, outre la célébration des cultes, de l’enseignement des sciences humaines et islamiques.
En juillet 1883 l'explorateur français Charles de Foucauld est le premier Européen qui livre une description de la ville et de ses environs ; il souligne sa beauté pittoresque « avec son vieux donjon à tournure féodale, ses maisons couvertes de tuiles, ses ruisseaux qui serpentent de toutes parts, on se serait cru bien plutôt en face de quelque bourg paisible des bords du Rhin […] ». Grâce à lui on sait que la ville comptait alors entre trois et quatre mille habitants, parmi lesquels une dizaine de familles juives à la fin du XIXe siècle.
En 1920, les Espagnols s'emparent de Chefchaouen, laquelle sera ensuite bombardée par l'escadrille chérifienne, une unité de mercenaires américains souvent issus de l'escadrille La Fayette employés par l'armée française pendant la guerre du Rif, puis par les troupes de Franco. La ville ne fut rétrocédée au Maroc qu'en 1956, à la suite de l'abrogation du protectorat.

## Géographie
La ville se trouve au pied du djebel Mezedjel, avec des crêtes en forme de cornes d'où elle tire son nom. Le djebel Beni Hassan se trouve en face, de l'autre côté de la vallée, à l'ouest, il se prolonge plus au sud et prend le nom de djebel el Akhmâs.
Chefchaouen a su tirer profit de son isolement à l'abri des montagnes, suffisamment à l'écart de la côte et donc des Portugais.

## Religion
La population de Chefchaouen est musulmane de rite sunnite.
Chefchaouen compte un important patrimoine religieux : 20 mosquées et oratoires, 11 Zaouïas et 17 mausolées. Ceci lui a valu le nom de El-Madina Es-Saliha (la Ville sainte).

## Climat
| Mois                                | jan. | fév. | mars | avril | mai | juin | jui. | août | sep. | oct. | nov. | déc. | année |
| ----------------------------------- | ---- | ---- | ---- | ----- | --- | ---- | ---- | ---- | ---- | ---- | ---- | ---- | ----- |
| Température minimale moyenne (°C)   | 7    | 7    | 8    | 10    | 15  | 18   | 21   | 22   | 20   | 17   | 12   | 9    | 14    |
| Température maximale moyenne (°C)   | 17   | 18   | 20   | 23    | 29  | 32   | 37   | 38   | 33   | 29   | 21   | 18   | 26    |
| Précipitations (mm)                 | 151  | 127  | 167  | 110   | 53  | 16   | 3    | 7    | 32   | 109  | 163  | 144  | 1 082 |
| Nombre de jours avec précipitations | 7    | 6    | 8    | 6     | 3   | 1    | 0    | 0    | 2    | 4    | 6    | 5    | 48    |

## Tourisme

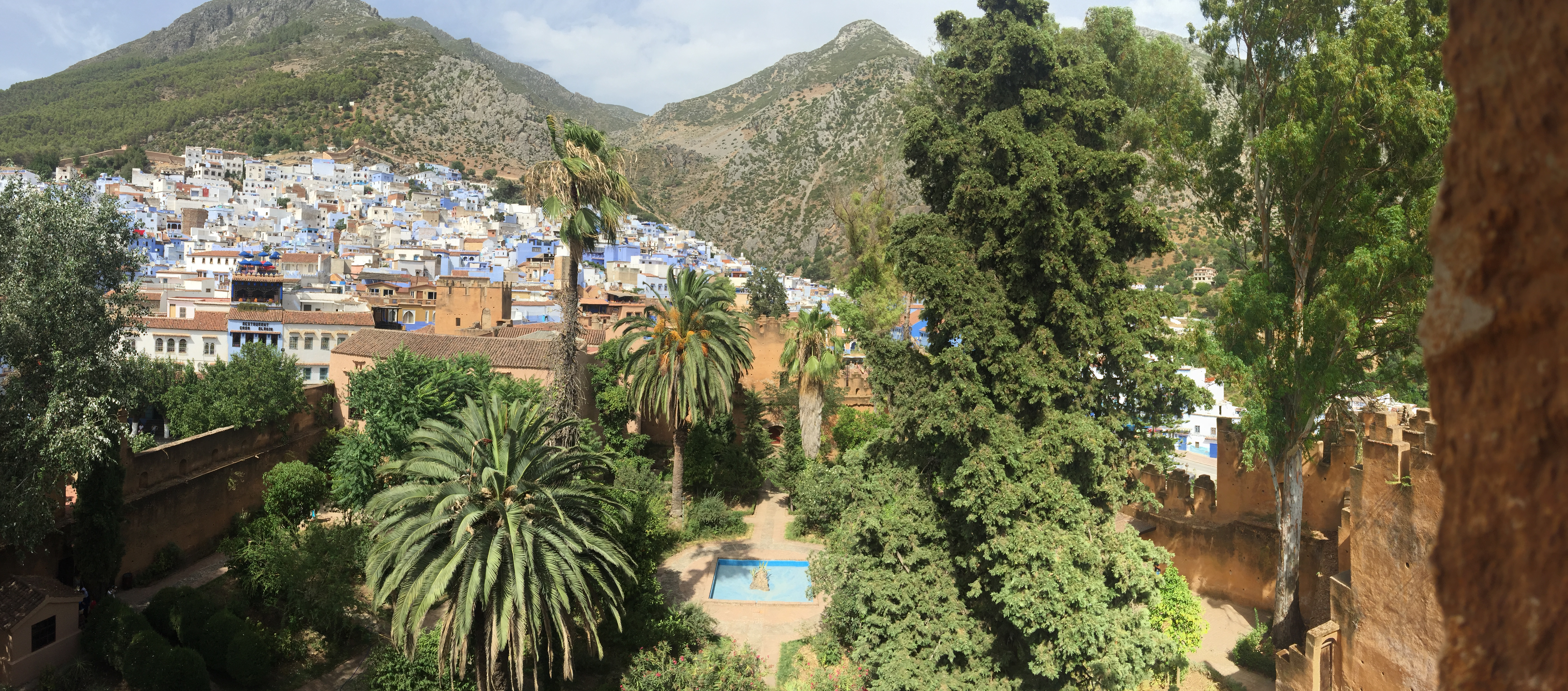
Vue sur la medina de Chefchaouen depuis la Kasbah

La province dispose, dans le domaine du tourisme, de potentialités importantes et diversifiées constituées de monuments historiques, de nombreuses plages de sable et de vastes forêts avec une faune et une flore très variées. Les principaux sites touristiques de la province sont :
- la ville de Chefchaouen ;
- la source de Ras El Maa (à 3 km de la ville de Chefchaouen) ;
- l'ancienne médina avec la kasbah ;
- les cascades et la mosquée de Cherafat ;
- la forêt de Talassemtane ;
- la grotte de Toughoubite ;
- le pont de Dieu à Akchour

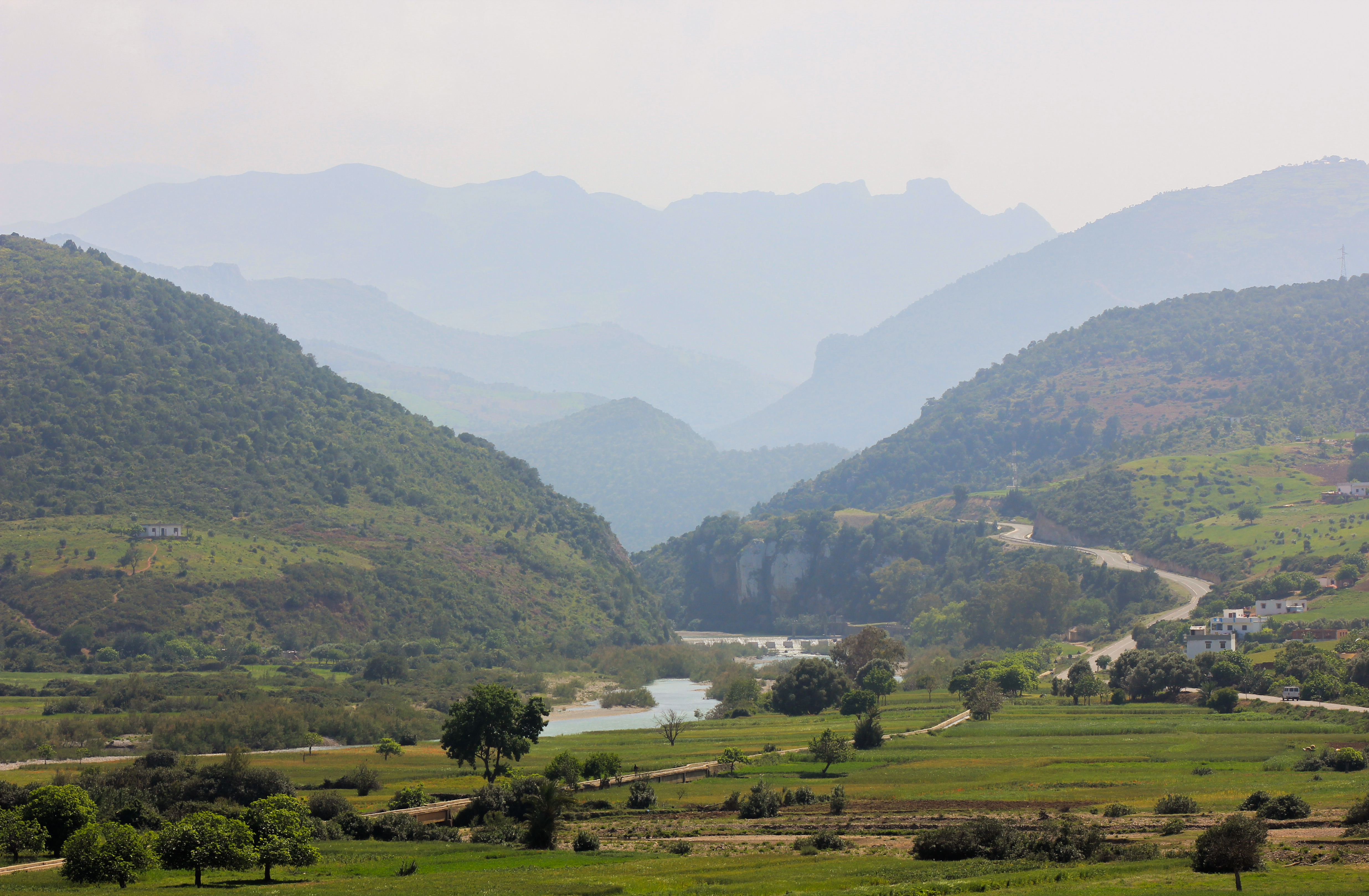

Avec son parc national de Talassemtane de près de 59.000 hectares, Chefchaouen est considérée comme un modèle de biodiversité. Le parc abrite 100 espèces d'oiseaux et 700 espèces de plantes dont de nombreuses variétés endémiques, comme le cèdre de l'Atlas mais surtout l'Abies pinsapo Marocana entre autres.

## Patrimoine de l'Unesco
Le 20 novembre 2010, avec trois autres communautés méditerranéennes dont Soria en Espagne, Coron en Grèce et Cilento en Italie, la ville de Chaouen a été inscrite sur la Liste représentative du patrimoine culturel immatériel de l’humanité de l'UNESCO. Cette inscription a été rendue possible grâce à sa pratique alimentaire emblématique du régime méditerranéen : « celle-ci se caractérise par un modèle nutritionnel demeuré constant dans le temps et dont les principaux ingrédients sont l’huile d’olive, les céréales, les fruits et légumes frais ou séchés, une proportion limitée de poisson, des produits laitiers et viande, et de nombreux condiments et épices ».

## Climat

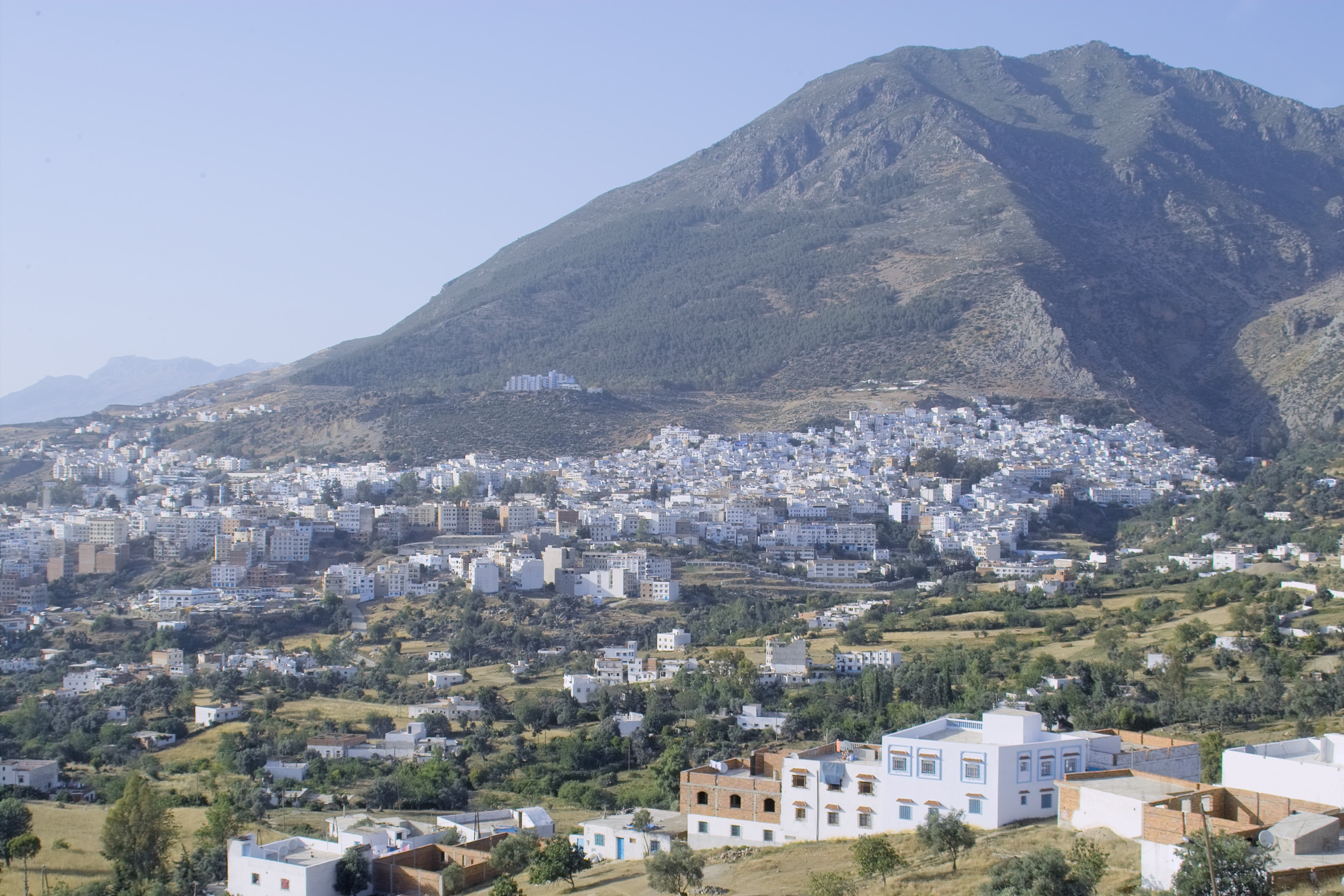
Vue sur le centre-ville de Chefchaouen

La ville de Chefchaouen se situe à 600 m d'altitude. On distingue dans cette province trois variétés de climat :
- La zone montagneuse au climat typiquement montagnard, pluvieux et froid en hiver et doux en été. Les précipitations y sont les plus importantes et varient entre 800 et 1 400 mm/an atteignant parfois 2 000 mm/an avec des chutes de neige même si celles-ci restent rares à 600 m.
- Un climat semi-aride qui domine la zone côtière avec des précipitations qui varient entre 350 et 400 mm/an.
- La zone Sud est caractérisée par un climat humide en hiver et sec en été avec des précipitations oscillant entre 900 et 1 300 mm/an.

L'été est parfois très chaud avec des températures atteignant ou dépassant 40 °C mais il est à noter que la région montagneuse bénéficie d'un climat tempéré caractéristique de la région du nord du Maroc et, l'hiver, il fait parfois très froid comme en 2005 avec −14 °C.

## Jumelage et partenariats
- Testour (Tunisie)
- Kunming (Chine)
- Ronda (Espagne)
- Issaquah (États-Unis)
- Vejer de la Frontera  (Espagne)
- Dijon (France)

## Galerie

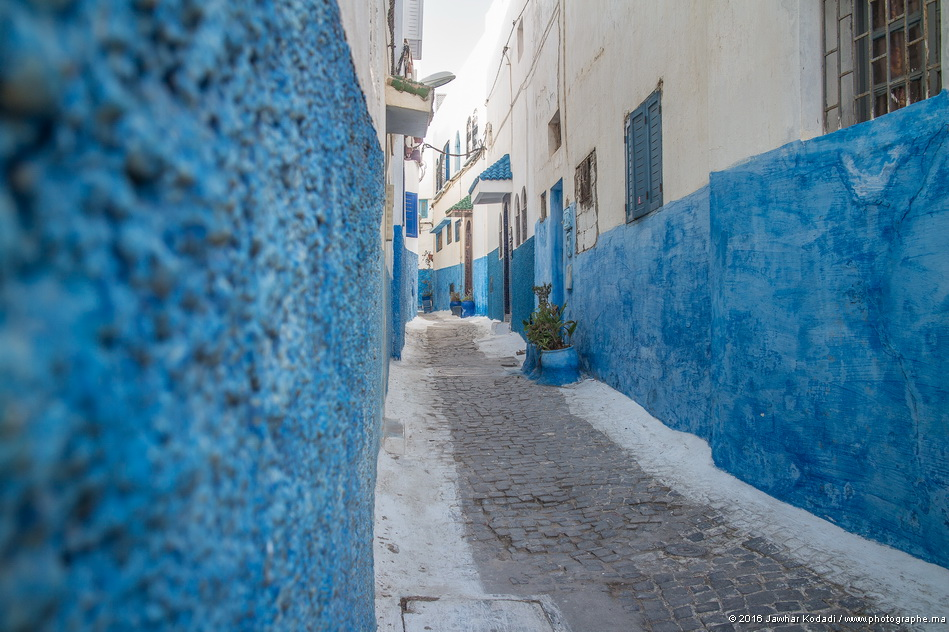
Rue étroite - Medina de Chefchaouen
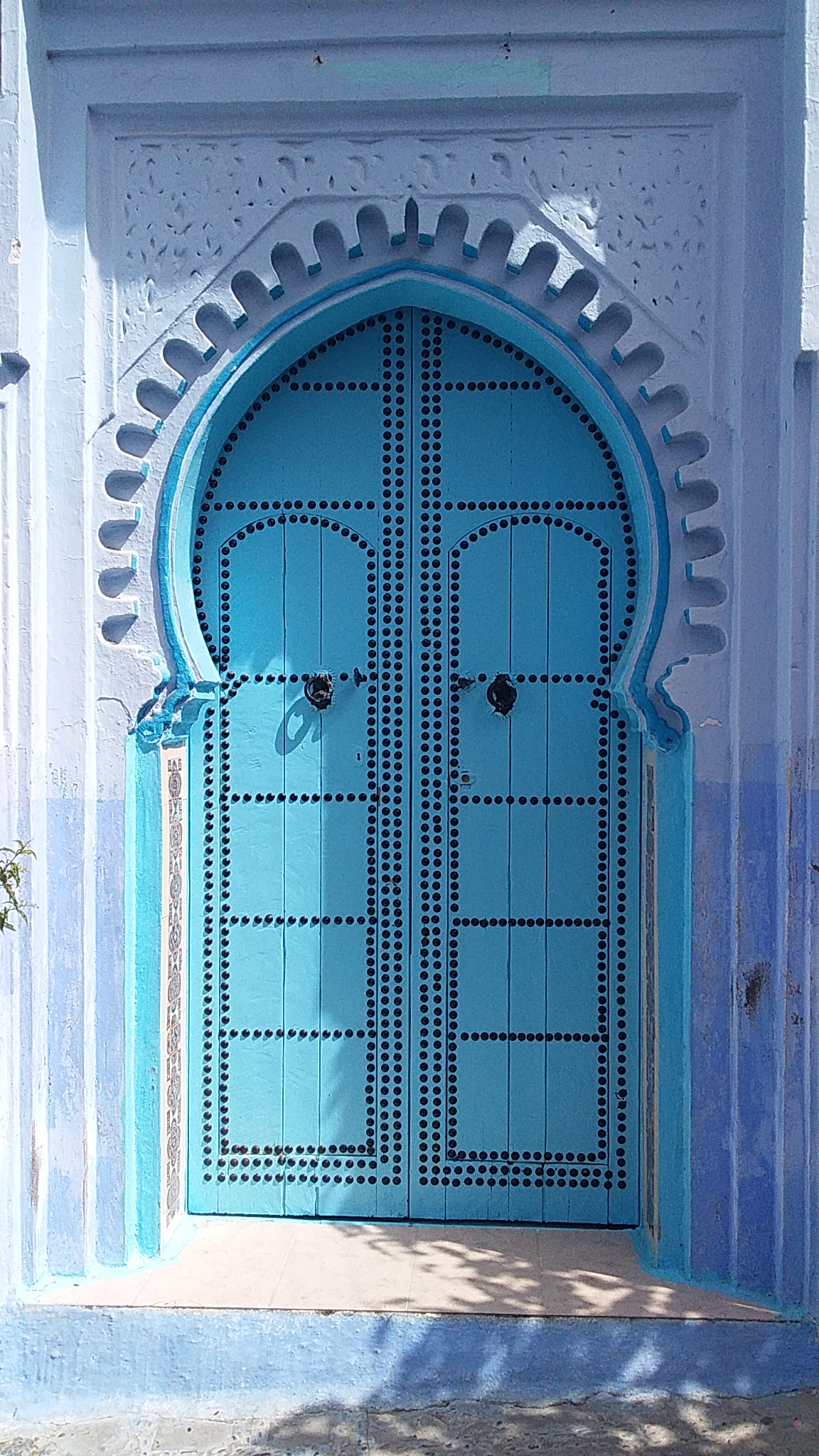
Style de portes de la Medina
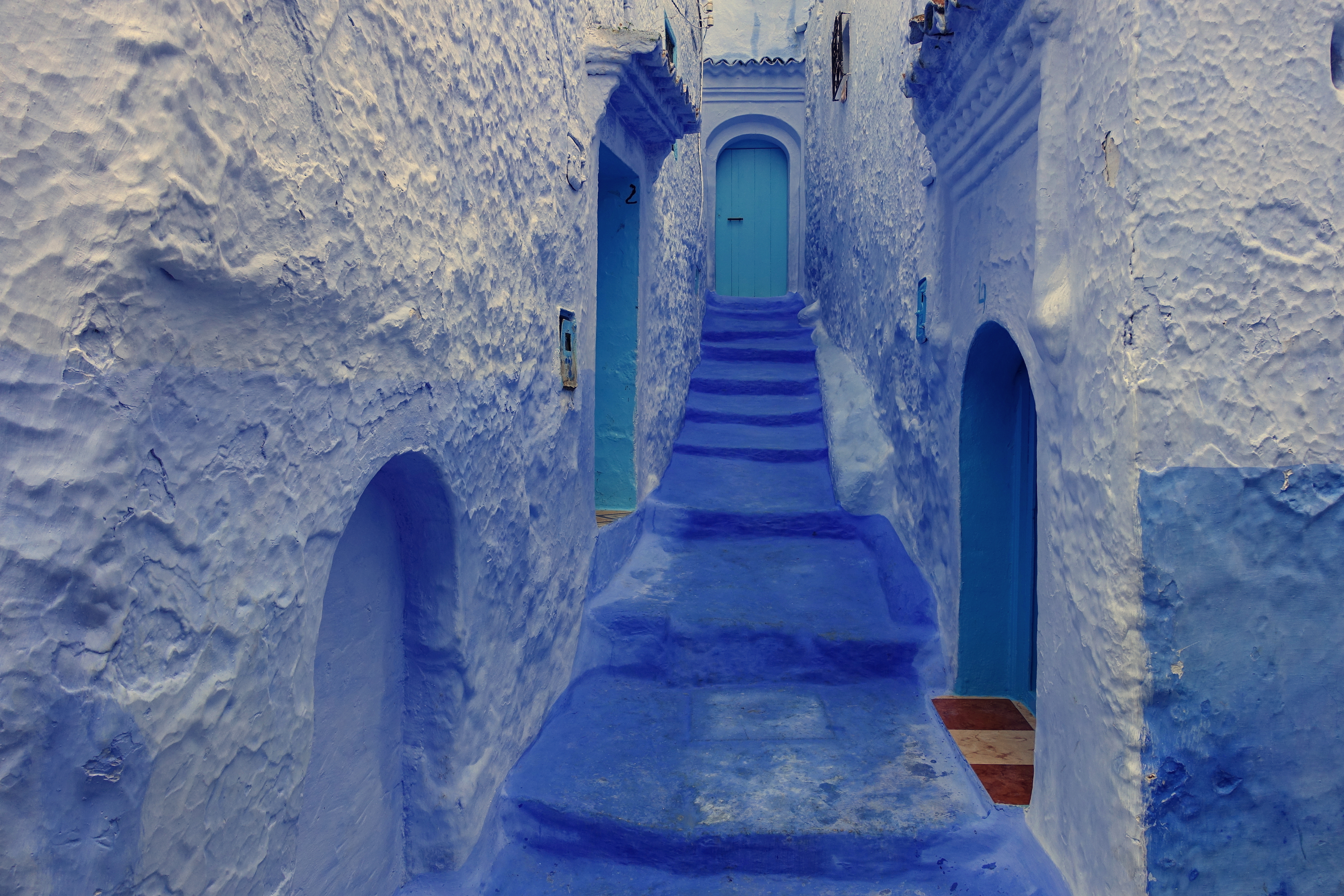
Petite rue à Chefchaouen. Janvier 2017.
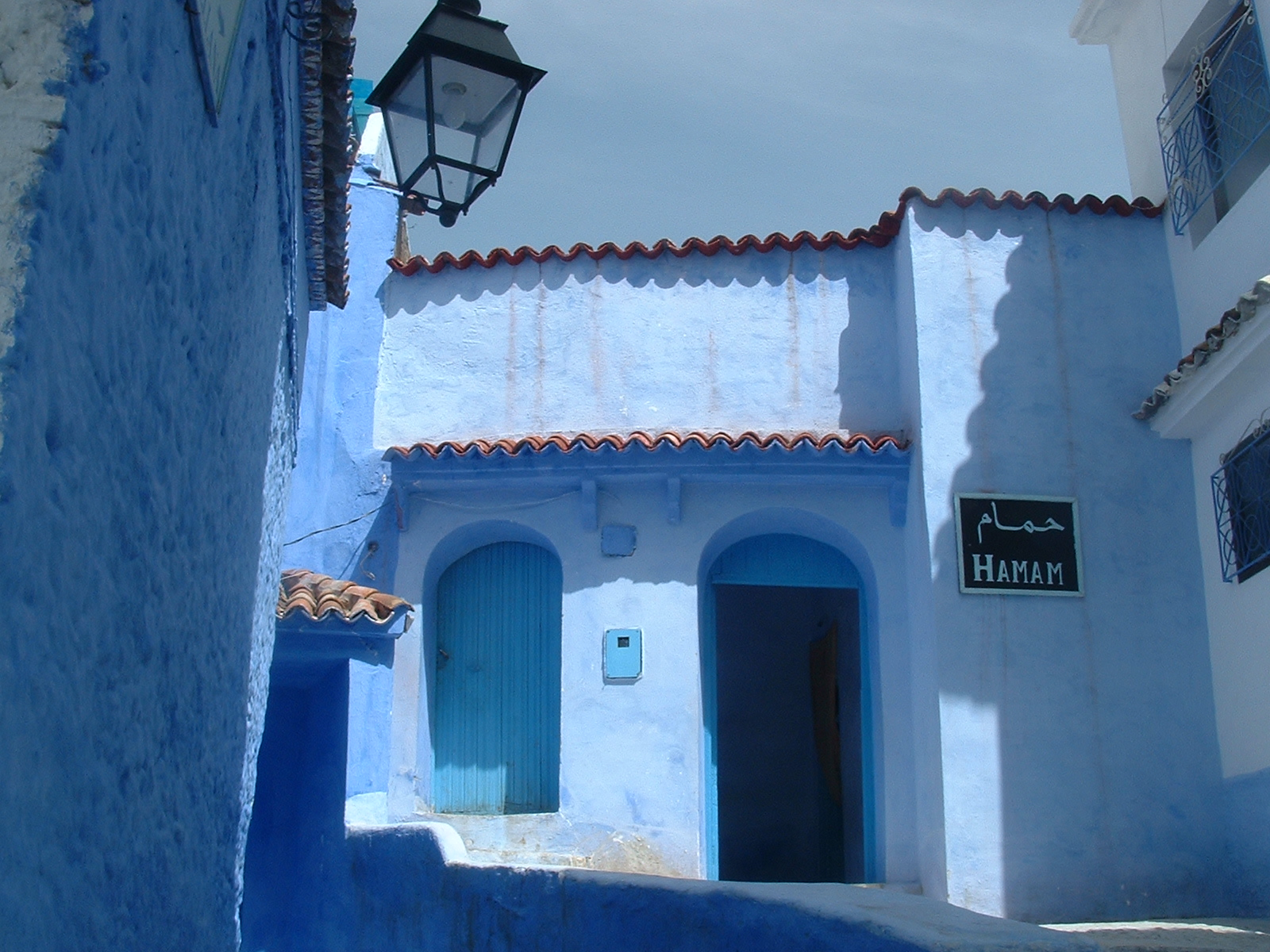
Hammam
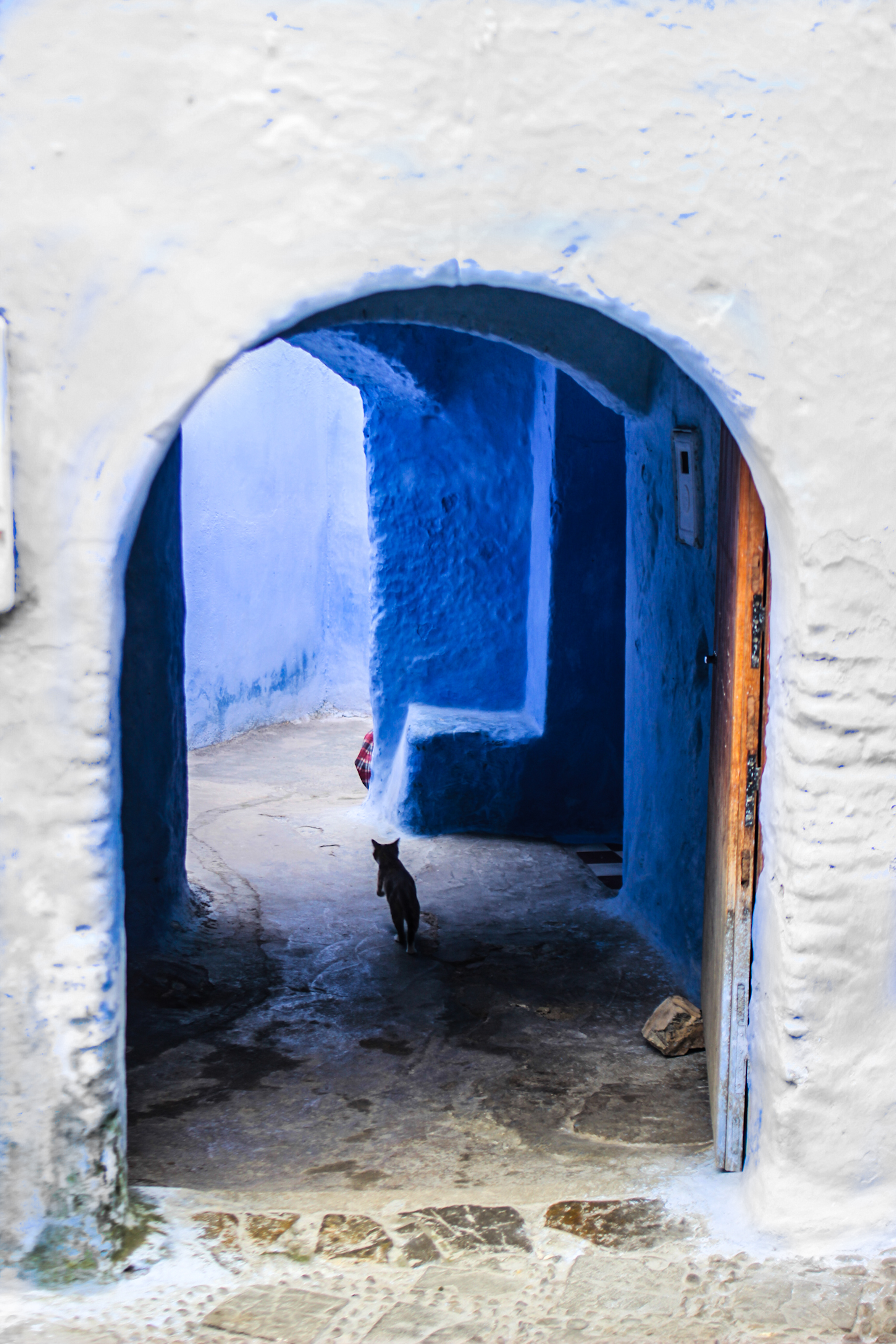
Chaton se promenant dans une ruelle de Chefchaouen
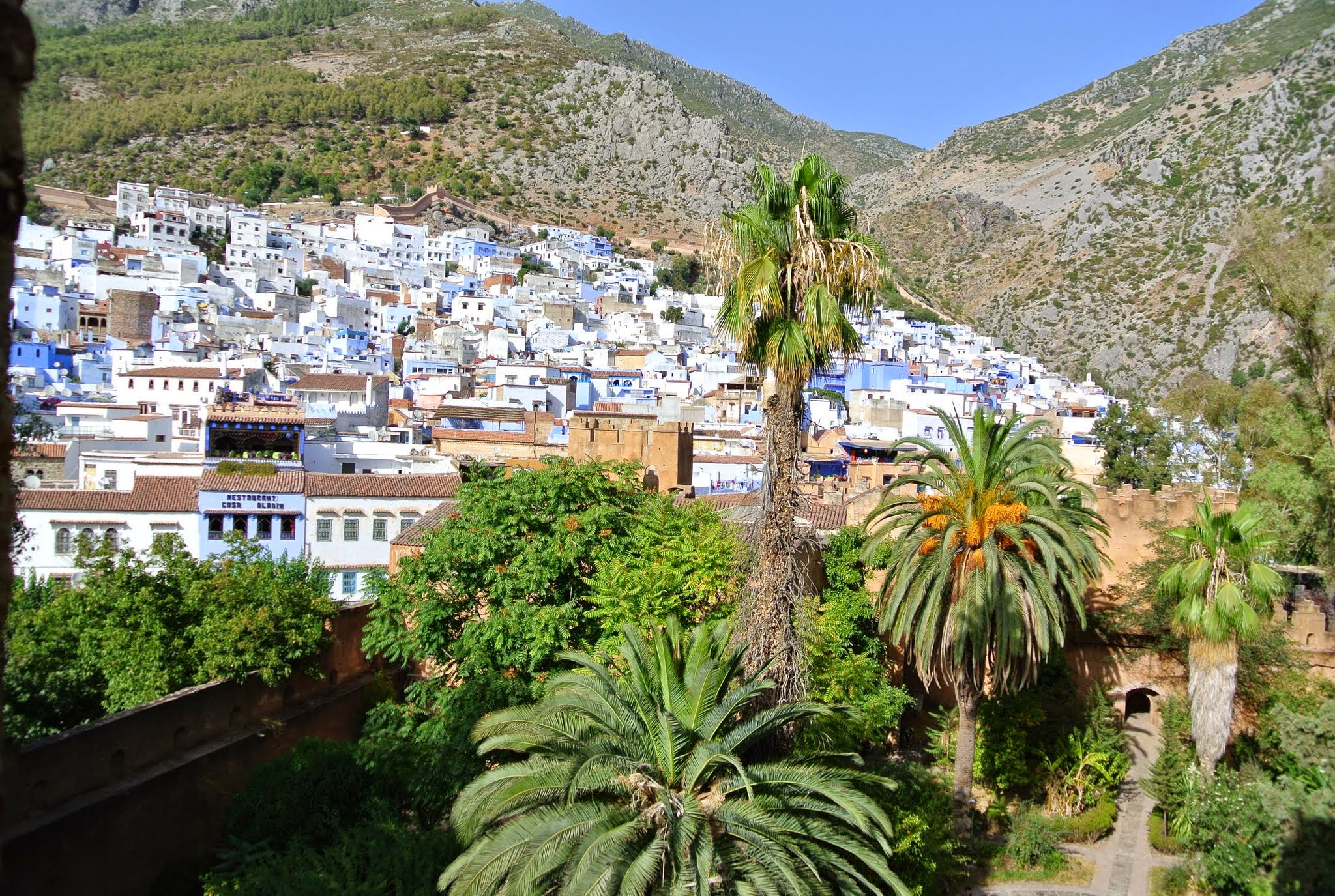
Vue, Chefchaouen
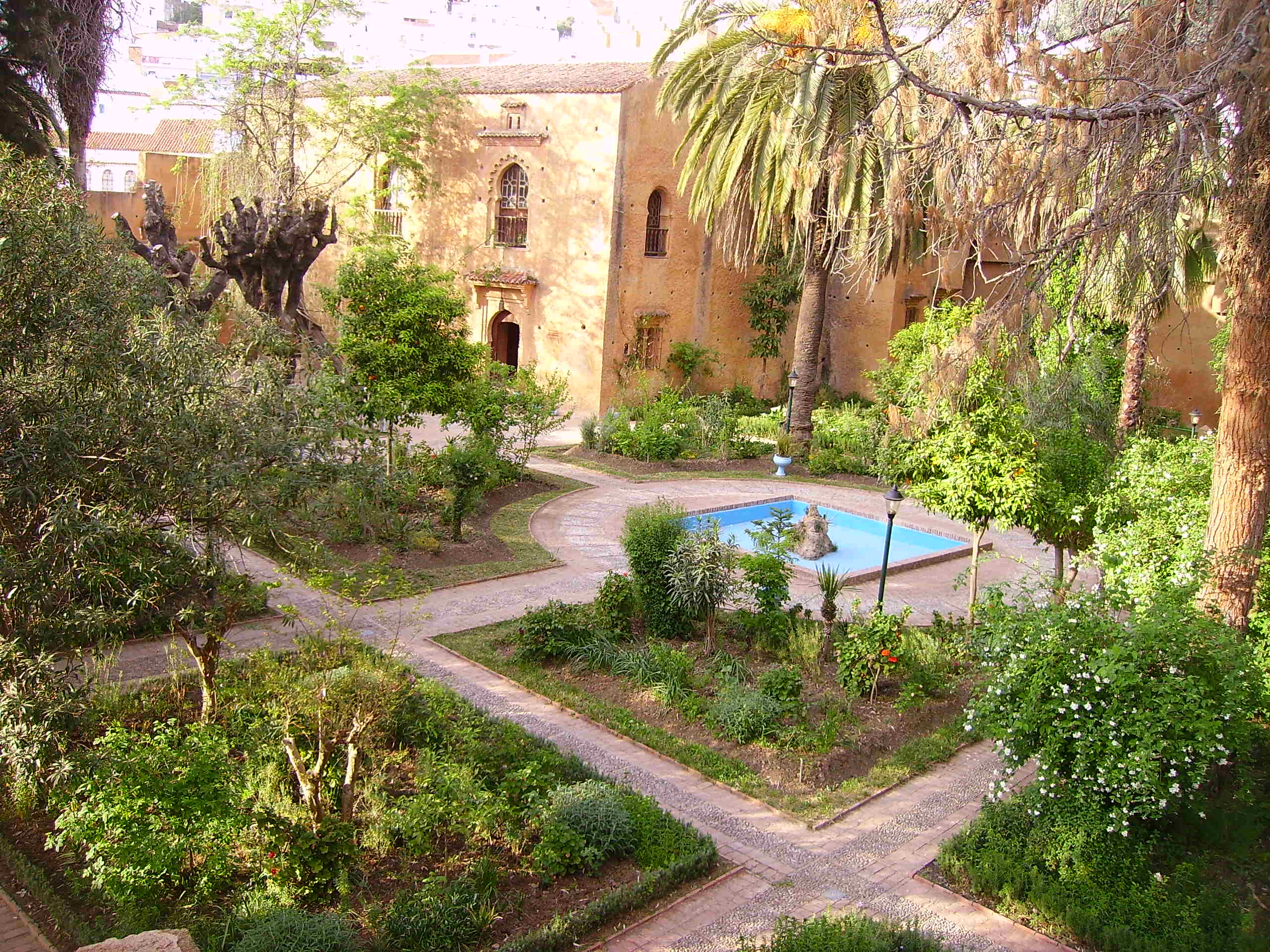
Jardin de l'intérieur de la Casbah
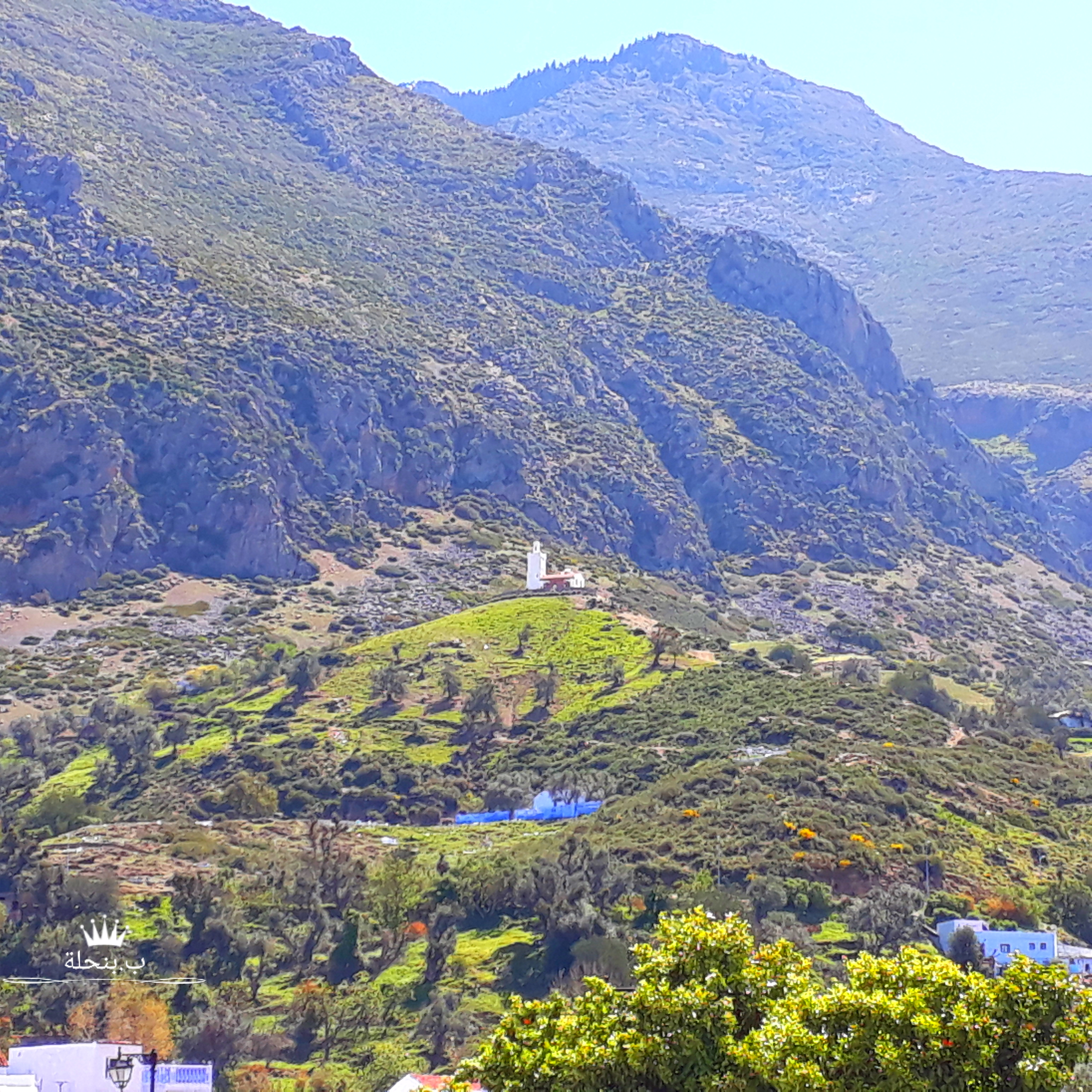
Vue depuis la ville de Chefchaouen sur les monts du Rif
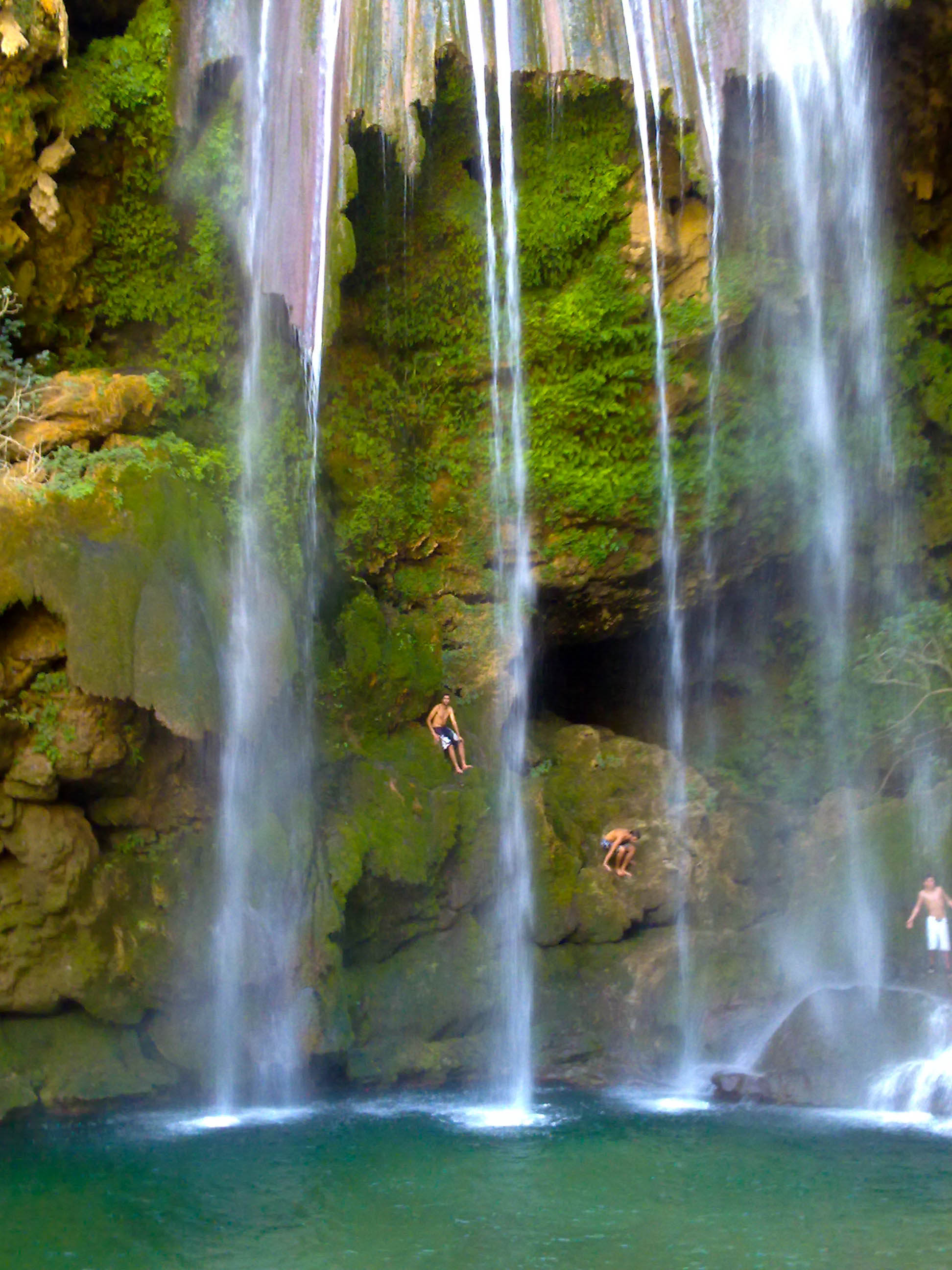
Cascades d'Akchour près de Chefchaouen
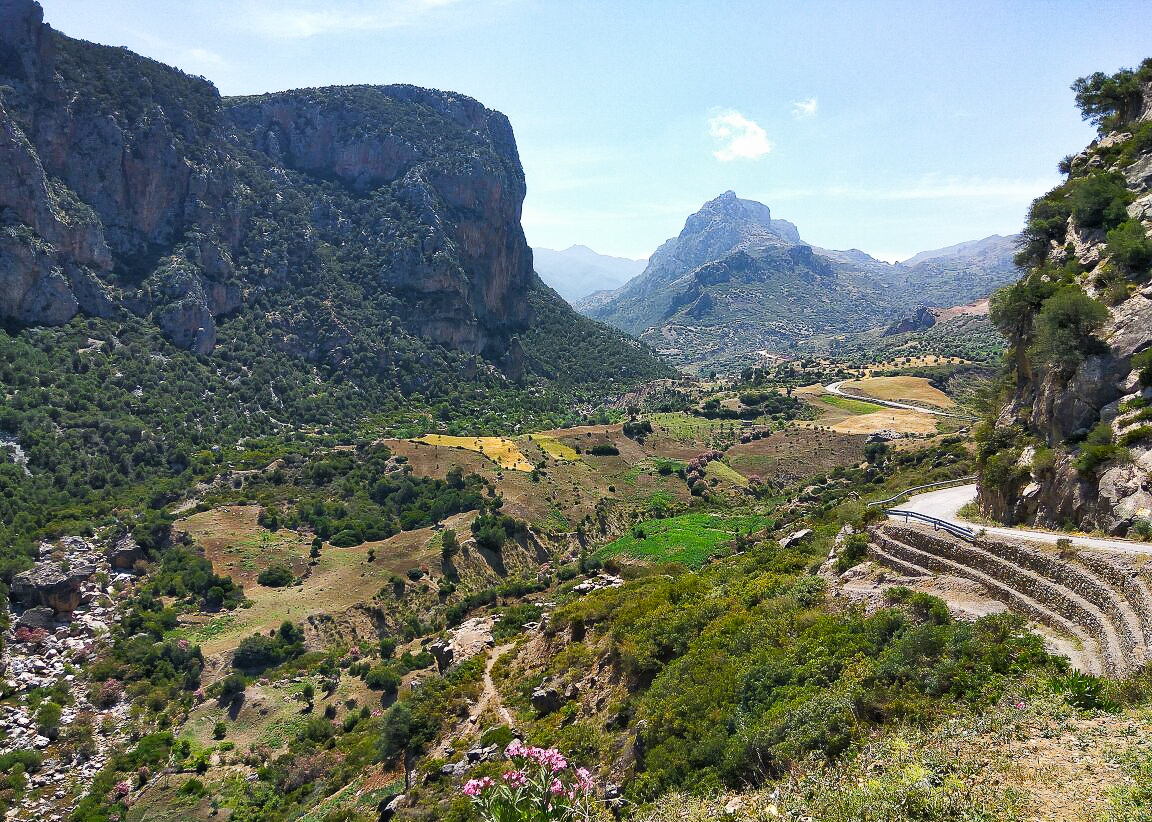
Sur la route d'Akchour près de Chefchaouen